# Elacatinus phthirophagus
Elacatinus phthirophagus är en fiskart som beskrevs av Sazima, Carvalho-filho och Sazima 2008. Elacatinus phthirophagus ingår i släktet Elacatinus och familjen smörbultsfiskar. Inga underarter finns listade i Catalogue of Life.